# Hemicyon
L'emicione (gen. Hemicyon) è un mammifero carnivoro estinto, appartenente agli ursidi. Visse tra il Miocene medio e il Miocene superiore (circa 18 - 12 milioni di anni fa) e i suoi resti fossili sono stati ritrovati in Europa, Asia e Nordamerica.

## Descrizione
Questo animale non doveva assomigliare molto agli orsi odierni; le proporzioni del corpo e delle zampe richiamavano più quelle dei grossi felidi attuali come pantere e tigri. Le dimensioni di Hemicyon potevano raggiungere quelle di un piccolo orso bruno odierno: la lunghezza superava il metro e mezzo e alcuni esemplari sfioravano i 2,3 metri, mentre l'altezza al garrese era di circa 70 centimetri (anche se alcuni esemplari raggiungevano i 90 centimetri).
Le zampe erano fornite di ossa robuste ma allungate, e i metapodi allungati e paralleli fra loro fanno pensare a un'andatura digitigrada, opposta a quella plantigrada degli orsi attuali. L'omero conservava il forame entepicondilare. Il cranio era robusto; rispetto a forme simili ma più arcaiche come Cephalogale, in Hemicyon si assiste a una riduzione dei premolari e a un aumento dei tubercoli su molari e premolari. I denti carnassiali erano ancora ben differenziati, al contrario di quelli degli ursidi odierni. La mandibola presentava una fossa premasseterica allungata.

## Classificazione
Hemicyon è il genere eponimo della sottofamiglia Hemicyoninae, un gruppo di carnivori generalmente classificati fra gli ursidi e comprendenti alcune forme oligoceniche e mioceniche dalle caratteristiche che richiamavano anche i canidi. In particolare Hemicyon sembrerebbe essere stato una delle forme più derivate del gruppo.
Il genere Hemicyon venne descritto per la prima volta nel 1851 da Edouard Lartet, sulla base di resti fossili rinvenuti nella zona di Sansan in Francia, in terreni risalenti al Miocene medio; la specie tipo è Hemicyon sansaniensis. Altre specie attribuite a questo genere sono H. teilhardi della Mongolia Interna (Cina), H. stehlini della Germania e H. barbouri degli Stati Uniti. Altre specie meno note sono state attribuite alle specie precedentemente citate o incluse in altri generi, come Plithocyon.

## Paleoecologia
Hemicyon doveva essere un attivo cacciatore: la forma del corpo, le zampe allungate e digitigrade e i denti carnassiali taglienti indicano che i membri di questo genere erano carnivori e predatori, ecologicamente simili a grossi felidi.

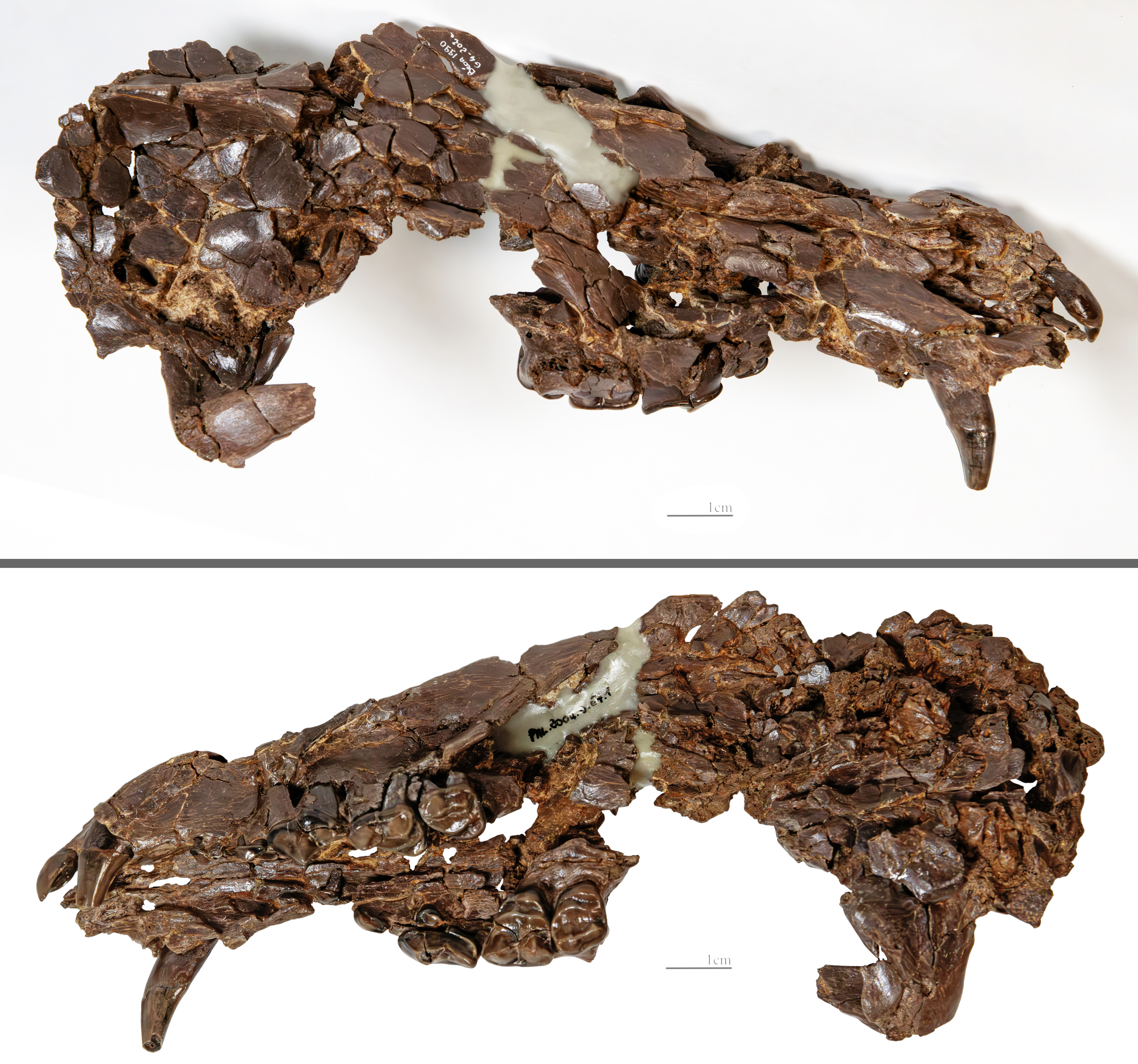
Cranio - Montréal-du-Gers, Francia - Museo di Tolosa
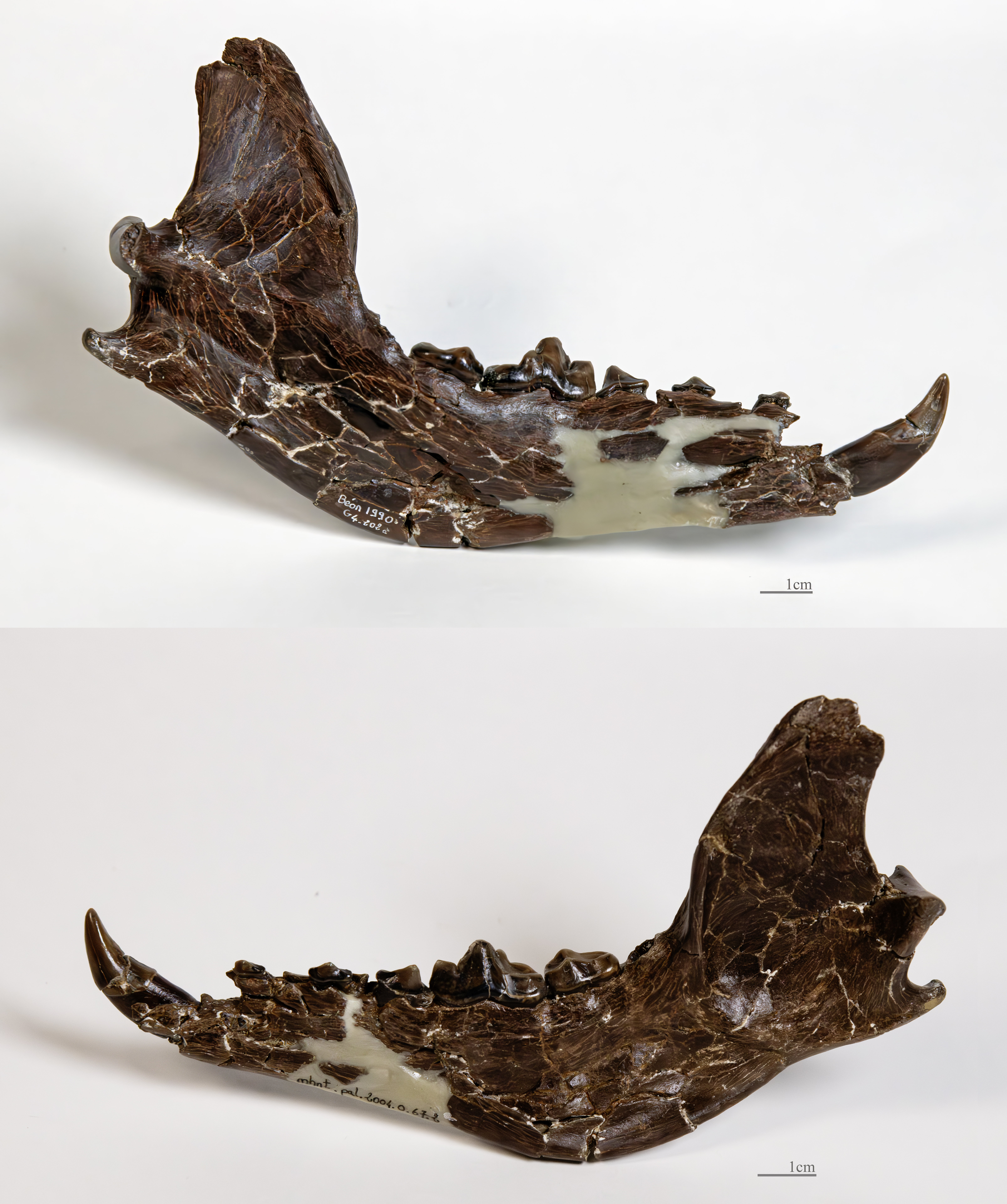
Hemi Mandibola a destra - Montréal-du-Gers, Francia - Museo di Tolosa